# Друид
Друиди (галски druidae, древноирландски druid) – жрец при келтските народи, организирани като каста.
При келтите жреческото съсловие се разделя на три касти. Друидите (druadcha – „хората на Дъба“) представляват най-висшата каста. По правило са скитащи жреци или отшелници. Цветовите им инсигнии (роби, наметки) са черно или бяло. Те са ръководителите на големите религиозни церемонии. В съчинението си Записки за Галската война римският пълководец Юлий Цезар споменава за друидски събори, недостъпни за обикновените хора по равноденствията и на някои от главните келтски празници.
Другите две касти са на оватите (вергобретите) и бардовете.